# Ammerån
Der Ammerån ist ein linker Nebenfluss des Indalsälven in Jämtlands län in Schweden.
Die beiden Quellflüsse Storån und Öjån speisen den See Hammerdalssjön.
Der Ammerån verlässt den bei Hammerdal auf 302 Meter Höhe gelegenen See an dessen Südende.
Danach fließt er stets in südöstliche Richtung und mündet nach einer Fließstrecke von etwa 70 km westlich von Hammarstrand in den Indalsälven.